# Nguyễn Phúc Nguyên
Nguyễn Phúc Nguyên, connu également sous le nom du seigneur Saï, mort en 1635 est un dignitaire vietnamien, membre de la dynastie des Nguyễn, gouverneur de la région de Huế. Il succède à son père à l’âge de cinquante et un ans.

## Biographie

### Enfance
Il est le premier des Nguyễn à porter le prénom Phúc (福) qui signifie « bonheur ». Alors que sa mère était enceinte, elle vit en songe un génie lui apporter un papier portant le caractère Phúc. Elle interrogea ses conseillers et confidentes sur ce songe, et tous lui indiquèrent leur interprétation positive du songe : elle devrait donner naissance à un fils et l’appeler, conformément au songe, Phúc. Elle décida de se ranger à l’avis général, mais estima que si elle appelait son fils Phúc, lui seul jouirait du bonheur. Elle proposa alors comme règle que tous les fils s’appellent également Phúc afin que chacun d’eux puissent connaître la félicité. À partir de 1635, tous les fils Nguyễn porteront donc le prénom Phúc.

### Son règne
L’action de Nguyễn Phúc Nguyên est marquée par la continuité de l’œuvre de son père sur le plan politique et par la conquête de nouvelles provinces au Sud. Il transfère sa résidence du village de Vu Xuong où son père l’avait fixé, au village de Phuoc Yen dans le district de Quang Dien. Il en fait une forteresse, bien aménagée, protégée par de profonds fossés et de hauts remparts. Sur le plan de l’administration, il continue la politique de recrutement entamée par son père en demandant à tous les mandarins de lui présenter personnellement des hommes talentueux parmi lesquels il pourrait choisir ses conseillers.
L’un d’entre eux, occupera une place particulièrement importante sous le règne de Nguyễn Phúc Nguyên. Dao Duy Tu était issu d’une famille de musiciens. Dans le nord, sous l’autorité légale des Lê mais selon les directives des Trinh, les musiciens ne pouvaient prétendre à aucune charge publique et ne se présenter à aucun examen. Dao Duy Tu, tenta sa chance au Sud, où, avait-il entendu dire, les hommes sont jugés sur leur personne et non sur leur rang. Il travaillait comme simple garçon de ferme chez Tran Duc Hoa, un mandarin de Nguyễn Phúc Nguyên qui remarqua ses compétences particulières. Le jeune homme, brillant écrivain, se comparait à Kong Ming et fut bientôt proposé par le mandarin. 
Au jour dit, Dao Duy Tu accompagné de son mentor se présentent devant la résidence de Nguyễn Phúc Nguyên. Lui, vêtu simplement de ses habits de commis, se voit intimer l’ordre de s’accoutrer plus convenablement. Mais il rétorque « Je ne suis qu’un simple sujet sans aucune fonction, comment oserais-je porter ces vêtements ». De son côté Nguyễn Phúc Nguyên n’était pas non plus à une malice près. Pour tester le jeune prétendant, il s’habille de façon incongrue en habit blanc et botte verte, porte un sac de toile et une canne et est assis sur une simple chaise au milieu de la salle de la réception. Entrant dans la salle, Dao Duy Tu demande à son mentor qui est cet homme. Apprenant qu’il s’agit du seigneur et, contre tous les usages, au risque de sa vie, rit à pleine dent et fait demi-tour. Un comportement si arrogant d’un simple commis de ferme devant son seigneur aurait suffi à lui faire couper la tête. Fou de rage, son mentor lui fait des remontrances sur son comportement indigne et déshonorant pour lui qui s’est engagé en le présentant. Dao Duy Tu lui répond « L’homme qui est ici, c’est le seigneur lui-même, mais par son accoutrement il n’est pas prêt à recevoir un sage. Il est vêtu comme pour se promener avec ses courtisanes. Si je viens le saluer, je commets une offense car la salutation est inopportune et je lui fais perdre du temps. C’est pour cette raison que je ne le salue pas, je n’ai rien fait pour être réprimandé ».
Entendant les propos du jeune homme, le seigneur, sans doute amusé par son audace et son raisonnement se revêt d’habits plus à propos, fait se changer l’impertinent et le reçoit pour une audience plus respectueuse des usages. Les deux hommes s’entendent très bien dans leur conversation et depuis cette rencontre, Nguyễn Phúc Nguyên garde Dao Duy Tu comme conseiller.
Sur le plan politique, Nguyễn Phúc Nguyên entreprit de développer son royaume vers le Sud. Il soumit le Champā et le Chen-La (actuel Cambodge) qui lui versaient tribut chaque année.

#### 1620-1630: soumission aux Lê et préparation d'une offensive
Continuant la politique de son père, Nguyễn Phúc Nguyên, suscita comme lui de la crainte chez ses ennemis. Les Mac étant défaits, ce furent les Trinh toujours les maîtres du royaume des Lê qui passèrent à l’offensive. En 1620, année du serpent, sous prétexte de ne pas avoir perçu leur tribut à temps, les Trinh envoyèrent un détachement harceler la région nord du royaume de Nguyễn Phúc Nguyên. Saisissant cette occasion, Nguyễn Phúc Nguyên proclama la rupture totale et définitive avec le Nord. Logiquement, cet acte de sécession provoqua chez les Lê et les Trinh une grande colère qui se manifesta par une longue série d’agressions frontalières destinées à user les troupes de Nguyễn Phúc Nguyên avant de s’emparer de ses territoires. Rusés, les Lê tentèrent d’envoyer des espions chez Nguyễn Phúc Nguyên sous prétexte d’apporter la reconnaissance par le roi Lê de l’investiture de Nguyễn Phúc Nguyên. Dao Duy Tu conseilla au roi de recevoir malgré tout le cortège des Lê et combina un stratagème destiné à humilier le Nord. Suivant les conseils de Dao Duy Tu, Nguyễn Phúc Nguyên accepta l’investiture et s’engagea à continuer à verser un tribut au roi Lê. Cette manœuvre permis à Nguyễn Phúc Nguyên de gagner suffisamment de temps pour renforcer son armée. Sur les conseils de Dao Duy Tu, il fit fortifier plusieurs points stratégiques et entraîner ses troupes. Durant dix ans, les Nguyễn et les Lê connurent une sorte de coexistence pacifique, marquée par une méfiance réciproque.

#### 1630-1635: guerre avec les Trinh et succession
En 1630, sentant sa position renforcée et ses troupes suffisamment préparées Nguyễn Phúc Nguyên entama la seconde phase du plan préconisé par Dao Duy Tu. Il fit faire un plateau à double fond. Sur le premier, on mit les offrandes et dans le double fond, l’acte d’investiture que le roi Lê lui avait fait signer en 1620. Nguyễn Phúc Nguyên envoya une délégation chargée des offrandes conduite par Lai Van Khuong, un diplomate de talent. Celui-ci présenta les offrandes au nom de Nguyễn Phúc Nguyên et justifia la politique de son maître si habilement que le seigneur Trinh paru satisfait. Confiant dans la puissance de ses troupes, Trinh permit à Lai Van Khuong de visiter les installations militaires du Nord, ce que bien entendu avec le plus grand intérêt rassemblant le plus d’information possible sur les garnisons et leur équipement. Il s’enfuit avec sa délégation et regagna le Sud. Trinh comprit alors qu’il avait été dupé. Il fit examiner les offrandes et découvrit le double fond dans lequel Nguyễn Phúc Nguyên lui avait rendu l’investiture du roi Lê. Pour toute justification, il l’avait accompagné d’un poème qui apparut tout d’abord incompréhensible aux conseillers de Trinh.
Finalement un lettré de la cour des Lê fut appelé. « Ces vers ne signifient rien du tout, c’est simplement un jeu de mots de Dao Duy Tu basé sur la calligraphie. Le premier vers est Mau Nhi vo dich. Mau c’est le caractère Mau. Dich c’est la virgule ou le crochet. Alors ce vers veut dire, le caractère Mau, dépourvu de la virgule devient le caractère Du signifiant « moi ». Le deuxième vers Mich Phi Kien Tich. Le caractère Mich renferme au-dessus le caractère bat et au-dessous le caractère Kien. Alors le caractère Mich sans la partie Kien devient le caractère Ba qui signifie la négation. Le troisième vers Ai Lac tam truong. Le caractère Ai renferme le caractère Tam sans lequel il deviendrait Thu qui signifie « accepter ». Le dernier vers Luc lai tuong dich. Le caractère Luc par opposition au caractère Lai donne le caractère sac qui signifie « acte d’institution ». Ainsi les quatre vers se lisent Du bat thu sac, c’est-à-dire « je n’accepte pas l’acte d’institution. » C’est ce que fait le seigneur Nguyen. Il n’accepte pas l’acte d’institution et il vous le rend. »
Comprenant avoir été joué par Nguyễn Phúc Nguyên et Dao Duy Tu, le seigneur Trinh ivre de rage prépara une guerre contre le Sud pour laver l’outrage. Les hostilités débutèrent en 1633 lorsque Trinh Tang, accompagné du roi Lê franchirent la rivière Linh (actuellement rivière Gianh) pour attaquer le Sud. Battu, les troupes du Nord durent rebrousser chemin et s’installèrent de l’autre côté de la rivière pour préparer une nouvelle attaque. Les deux camps prirent cette rivière comme frontière. Nguyễn Phúc Nguyên âgé alors de 73 ans sentait ses forces diminuer. Comme son père l’avait fait, il fit appeler son petit-fils Nguyễn Phúc Lan comme héritier et son fils Nguyễn Phúc Khe à qui il recommanda de conseiller Nguyễn Phúc Lan aux affaires du royaume.